# Auguste Trillat
Auguste Trillat, né le 14 février 1861 au Pont-de-Beauvoisin (Isère) et mort le 2 avril 1944 à Carthage en Tunisie, est un chimiste et biologiste français.

## Biographie
En avril 1896, Auguste Trillat publie un ouvrage de synthèse sur le formaldéhyde : La Formaldéhyde et ses applications pour la désinfection des locaux contaminés. Il devient en 1905 chef du service de recherches appliquées à l'hygiène de l'Institut Pasteur. 
Il découvre le formol par accident,. 
Après la Première Guerre mondiale, avec d'autres chimistes tels que Charles Moureu, Marcel Delépine, André Job, il joue un rôle fondamental dans la création d'un programme français d'armement biologique et chimique. Ce programme vise à la fois à l'étude de la mise au point de tels armements que des moyens de s'en prévenir. Plusieurs institutions participèrent à ce programme (l'Institut Pasteur, le Collège de France, le Muséum national d'histoire naturelle, , etc.).

### Vie privée
Il est le père du physicien français Jean-Jacques Trillat.

#### Articles
- Jacques Tréfouël, « Notice nécrologique de M. Auguste Trillat », Bulletin de l'Académie nationale de médecine,‎ 26 septembre 1944, p. 477 (lire en ligne)
- Amand Valeur, « Auguste Trillat, 7, rue Alboni, à Paris. Grand Prix », dans Exposition internationale des industries et du travail de Turin, 1911. Groupe XVIII-B, classe 121 : Industrie pharmaceutique, Paris, Villain et Bar, s. d. (lire en ligne), p. 153-154.